# Decipiphantes
Decipiphantes é um gênero de aranhas da família Linyphiidae descrito em 1996 e endêmico de Belarus, Cazaquistão, Mongólia e Rússia.